# Ombilinmijn
De Ombilinmijn is een steenkolenmijn op het Indonesische eiland Sumatra nabij de stad Sawahlunto. De mijn werd in 1892 door de overheid van het toenmalige Nederlands-Indië geopend. Sinds 2019 staat het mijncomplex op de Werelderfgoed-lijst van de UNESCO.

## Geschiedenis
In 1868 werd door de Nederlandse ingenieur Willem Hendrik de Greve het kolenveld van Ombilin ontdekt in de Padangse Bovenlanden, nadat vanaf halverwege de negentiende eeuw al vermoedens waren van de aanwezigheid van een grote hoeveelheid steenkool in dit gebied. Het kolenveld was van de kust gescheiden door het Barisangebergte. Het steenkoolpakket was maar liefst zeven tot twaalf meter dik en door de ligging dicht aan de oppervlakte was het makkelijk te winnen. Door de geïsoleerde ligging en doordat het omringd was door hoge bergkammen was het gebied echter slecht te bereiken waardoor de exploitatie pas in 1891 aanving.
Tussen 1873 en 1875 werd onder leiding van de Delftse spoorwegingenieur Jacobus Leonardus Cluijsenaer een studie gedaan naar een mogelijke spoorlijn vanaf het gebied, tussen de bergen naar de westkust van Sumatra. Op de uitkomst van het onderzoek, dat in 1875 werd gepresenteerd, kwam geen reactie van de overheid. Het Nederlands-Indisch bestuur had op dat moment geen geld door de Atjehoorlog die toen woedde en de kostenoverschrijdingen van de bouw van spoorwegen op Java. Vanuit particulieren was veel interesse in een concessie voor het exploiteren van de mijn. Ook Cluysenaer, eerst voorstander van een exploitatie door de staat, had nu interesse. Na een debat in het parlement in 1891 of de exploitatie aan particulieren of aan de staat overgelaten moest worden, besloot de meerderheid dat de staat, als grootste consument, het moest uitvoeren. In 1887 werd dan eindelijk begonnen met de aanleg onder leiding van Jan Willem IJzerman. De overheid had hierover advies gevraagd aan Jan Philip de Bordes. Het ontwerp was ondertussen aangepast naar de modernste inzichten. De uitvinding van het tandradspoor maakte het mogelijk om het traject in te korten wat cruciaal bleek voor de exploitatie van de mijnen.
Sawahlunto groeide uit tot een planmatig opgezet mijnwerkersstadje. In het centrum van het stadje kwamen de stedelijke voorzieningen en de detailhandel. Ten noorden hiervan kwam het bedrijfsgedeelte met kolen-breekgebouwen, kolen-wasgebouwen, opslagsilo's en administratieve gebouwen. De vele mijnschachten waren vanuit dit gedeelte van de stad te bereiken. Ten westen van het centrum was de woonwijk met vrijstaande woningen in een schaakbordpatroon voor de vrije mijnwerkers, het sportveld en het ziekenhuis. Buiten de stad ligt mijnbouwschool en het gevangeniscomplex. Gevangen deden het zware werk in de mijnen.
Via het 150 kilometer lange traject werden de kolen naar de Emmahaven ten zuiden van Padang vervoerd. Dat bleek de beste plek voor de haven vanwege de diepgang. Op het haventerrein, in enorme betonnen kolenbunkers, destijds de modernste van Zuidoost-Azië, werd de kolen opgeslagen. Van daaruit werd de kolen naar Tanjung Priok, een haven bij Jakarta, of naar Europa verscheept.
De mijn werd in 1892 geopend en bereikte in 1930 een vooroorlogse piek in de productie van 620.000 ton. De steenkolen uit Ombilin waren van groot belang voor de scheepvaart tussen de vele eilanden van Nederlands-Indië, dat hierdoor geen delfstoffen meer uit Engeland of Brits-Indië hoefde te importeren. Tijdens de Japanse bezetting van Nederlands-Indië werd de exploitatie door Japan voortgezet en na de onafhankelijkheid van Indonesië werd een productiepiek bereikt in 1976 met 1,2 miljoen ton. In 2002 werd de dagbouw in de Ombilinmijn beëindigd en sinds 2011 is de mijn toegankelijk gemaakt voor toeristen.
Kennis opgedaan bij Sawahlunto werd gebruikt voor mijn- en spoorwegbouw in Zuid-Afrika en Nederland. In Zuid-Arika was Cluysenaer directeur van een in 1887 opgerichte Nederlandsch-Zuid-Afrikaansche Spoorwegmaatschappij (NZASM) die ook de kolenmijnen in Springs exploiteerde. De aanpak die Cluysenaer op Sumatra toepaste was vergelijkbaar met zijn aanpak in Zuid-Afrika.

## Exploitatie
IJzerman was verantwoordelijk voor de exploitatie van de Ombilinmijn, het vervoer van de steenkool en het vermarkten ervan. Opzichters werden geworven Nederlandse en Duitse mijnen en later ook van de Polytechnische School in Delft en van de Mijnbouwschool in Heerlen. In 1894 waren nog maar tien opzichters van Europese afkomst. In 1918 was dat meer dan vertienvoudigd tot 136 personen. Na 1921 werden opzichters gerekruteerd van de Mijnbouw School van Sawahlunto. Met de school moest het tekort aan geschoolde medewerkers in Nederlands-Indië opgelost worden. In de beginjaren waren studenten van Nederlandse afkomst. De daaropvolgende studenten waren van Indonesische afkomst, voornamelijk van Sumatra en Java, maar weinig.vanuit de regio. Een opmerkelijk onderdeel van de studie van de studie was de praktijk in de mijn zelf. Door deze training werd de fysieke kracht getest en het leerde hen om mijnwerkers op een gemanierde wijze te leiden.
De topposities bleven voorbehouden voor Europeanen. Dezen werden geworven via familierelaties of vriendennetwerken en kwamen terecht in woningen vlak bij het hoofdkantoor. Mede als gevolg hiervan was het niet ongewoon dat meerdere generaties van eenzelfde familie werkzaam waren in het mijnbedrijf. De bedrijfstop kon een bonus krijgen voor iedere geproduceerde ton steenkool.
Posities waar lagere kwalificaties voor nodig waren waren vaak in handen van Chinezen en oorspronkelijke bewoners. Zij startten in loondienst en konden na een paar jaar doorgroeien naar een kantoorbaan.
Het leeuwendeel van de mijnwerkers bestond uit koelies, gewoonlijk sterke jonge mannen zonder een eigen gezin. De koelies hadden verschillende culturele achtergronden waaronder: Javaans, Sundanees, Boeginezen, Madoerees, Makasserees, Chinees en Minangkabaus. Het was niet makkelijk om voldoende contractarbeiders te vinden die het werk wilden uitvoeren en mensen moesten van buiten de regio komen. Lokale mensen wilden niet onder de grond werken en waren niet bekend met loondienst. Als oplossing werden veroordeelden uit gevangenissen tot dwangarbeid gedwongen. Uit overvolle gevangenissen in Batavia, de Glodok en Cipinang werden gevangenen als dwangarbeiders ingezet in de Ombilinmijn maar ook voor de bouw van spoorwegen en andere publieke werken.
De productie van steenkool groeide van 1758 ton in 1892 tot 198.000 ton in 1920. De winst groeide eveneens van 188.342 gulden in 1896 tot 1.3 miljoen gulden net na de Eerste Wereldoorlog in 1919. De steenkool werd gebruikt om aan de vraag van de marine, de spoorwegen, staatsbedrijven en koopvaardijschepen te voldoen. In 1910 werd 95% van de productie van Ombilin gebruikt door de Nederlands-Indische overheid. Dit percentage aantal daalde tot 50% in 1920 door de opening van meer mijnen in Nederlands-Indië, met name op Kalimantan. De groei in de productie was tot 1924 mogelijk door het uitbreiden van het winningsgebied en het aantal arbeiders.
De omstandigheden voor de contractwerkers en de dwangarbeiders waren slecht. Cijfers van desertie en werkweigering waren volgens een rapport hoog door een gebrek aan discipline, tekort aan voedsel, slechte medische zorg en de angst voor het werken in de ondergrondse mijn. De meeste van de deserteurs konden weer teruggebracht worden naar de mijn. Het percentage bestrafte contractarbeiders was ook hoog met 69.4% tussen 1916 en 1922. Contractwerkers werden gestraft als zij zich niet hielden aan de Koelie Ordinantie. Straffen bestonden uit eenzame opsluiting en geseling.
Tussen 1925 en 1927 braken meerdere stakingen uit onder aanvoering van leiders van meerdere organisaties zoals vakbonden, de communistische groep PKBT, Sarekat Rakyat, de PKI en illegale organisaties. Een communistische opstand brak uit op 31 december 1926 maar die kon tijdig worden afgeslagen.